# Potríes (kommun)
Potríes är en kommun i Spanien.   Den ligger i provinsen Província de València och regionen Valencia, i den östra delen av landet, 300 km sydost om huvudstaden Madrid. Antalet invånare är 1 001. Arean är 3,1 kvadratkilometer. Potríes gränsar till Ador, Beniflá, La Font d'En Carròs, Palma de Gandía och Villalonga. 
Terrängen i Potríes är platt.